# Leptopepla procridiformis
Leptopepla procridiformis är en fjärilsart som beskrevs av George Francis Hampson 1900. Leptopepla procridiformis ingår i släktet Leptopepla och familjen björnspinnare. Inga underarter finns listade i Catalogue of Life.